# Shizuki Narahara
Shizuki Narahara är en japansk före detta bordtennisspelare och världsmästare i dubbel och lag. 
Hon spelade i VM 1952, 1954 och 1956. Under sin karriär tog hon 5 medaljer i bordtennis-VM, 2 guld, 1 silver och 2 brons.
När hon tillsammans med sin dubbelpartner Tomie Nishimura vann mot regerande världsmästarna, systrarna Diane och Rosalind Rowe var det som de första mästarna i damdubbel som inte kom från Europa.

## Meriter
- Bordtennis VM
  - 1952 i Bombay
    - 1:a plats dubbel (med Tomie Nishimura)
    - 1:a plats med det japanska laget

  - 1955 i Utrecht
    - 3:e plats dubbel med Yoshiko Tanaka)
    - 3:e plats mixed dubbel med Toshiaki Tanaka)
    - 2:a plats med det japanska laget

  - 1956 i Tokyo
    - kvartsfinal dubbel

- Asian Championship TTFA 
  - 1953 i Tokyo
    - 3:e plats dubbel
    - 3:e plats mixed dubbel